# Ergates
Ergates — род жуков из семейства Усачи.

## Описание
Крупные жуки длиной до 60 мм, бурой и тёмно-коричневой окраски. Усики у самцов несколько длиннее тела, у самки более или менее заходят за середину надкрылий. 1-й членик очень короткий, но не достигает основания переднеспинки по длине равен 4-му и 5-му вместе.
Половой диморфизм резко выражен не только в длине усиков, но и в форме и скульптуре переднеспинки, скульптуре передних ног и надкрылий, переднегруди и брюшка.

## Виды
Род насчитывает всего три вида, резко отличающихся друг от друга. Отдельные авторы каждый вид выделяют в особый подрод.
- Ergates faber (Linnaeus, 1761) — Европа, Малая Азия, Северная Африка.
- Ergates gaillardoti (Chevrolat, 1854) — горные районы Сирии, Турция.
- Ergates spiculatus (Saulcy, 1865) — Северная Америка.